# Food, Inc.
Food, Inc. és un documental estatunidenc de 2008 dirigit pel cineasta guanyador d'un Emmy Robert Kenner.

## Contingut
El primer segment del film examina la producció industrial de carn, anomenant-la inhumana i insostenible econòmica i ambientalment. El segon segment se centra en la producció industrial de gra i verdures, etiquetant-la també d'econòmica i ambientalment insostenible. El tercer i últim segment tracta sobre el poder econòmic i legal de les grans companyies de producció d'aliments (que segons els autors es basa a oferir menjar barat però contaminat i en l'ús de químics basats en el petroli, sobretot pesticides i fertilitzants) i la promoció d'hàbits de consum de menjar insalubres cap al públic americà.

## Producció i controvèrsia
El film va ser produït per Pollan i Schlosser (ambdós apareixen també en aquest) i per Participant Media, la companyia que també va produir el documental de 2006 d'Al gore An Inconvenient Truth. Es van emprar tres anys en realitzar el film. El director, Kenner, afirma haver gastat grans quantitats del seu pressupost per defensar-se de les demandes legals dels productors industrials de menjar, pesticides i fertilitzants, i altres companyies criticades en el film.
El film (que va ser projectat en nombrosos festivals de cinema a la primavera de 2009) es publicarà comercialment als Estats Units el 12 de juny de 2009 a New York City, Los Angeles i San Francisco, i serà publicat en altres grans ciutats la setmana següent.
Es va realitzar una extensiva campanya de màrqueting per promoure aquesta pel·lícula. Un llibre acompanyant, Food Inc.: A Participant Guide: How Industrial Food Is Making Us Sicker, Fatter, and Poorer-And What You Can Do About It, va ser publicat el maig de 2009. Stonyfield Farm, un fabricant de iogurt orgànic localitzat a New Hampshire, promourà el film imprimint informació d'aquest sobre la làmina de les tapes de 10 milions de tasses de iogurt el juny de 2009. Moltes companyies d'aliments orgànics, incloent Annie's Homegrown, Late July Organic Snacks, Newman's Own, i Organic Valley, també promouran el film.
El film ha generat controvèrsia pels seus punts de vista. Els productors varen convidar en pantalla a fer rèpliques per part de Monsanto Company, Tyson Foods, Smithfield Foods, Perdue Farms, i altres companyies, però totes van declinar la invitació. Monsanto afirma haver convidat els productors a una demostració comercial, però que ells van declinar aparèixer. Una aliança de companyies d'alimentació (encapçalades per l'American Meat Institute) van crear una pàgina web, SafeFoodInc.org, en resposta a les reclamacions fetes en el film. Monsanto també va publicar el seu propi lloc web per respondre específicament les afirmacions del film sobre els productes de la companyia i les seves accions. Kenner ha negat haver atacat l'actual sistema de producció d'aliments, afirmant en una entrevista: "Tot el que volem és transparència i un bon diàleg sobre aquests temes.". De tota manera, en la mateixa entrevista, va afirmar " ...tot el sistema és possible gràcies als subsidis del govern a alguns grans cultius com el blat de moro. És una forma de socialisme que ens està convertint en malalts."

## Recepció de la crítica
Alguns crítics han estat molt elogiosos amb el film. El Staten Island Advance va dir que la pel·lícula era "excel·lent" i "alliçonadora", concloent, "Els documentals funcionen quan il·luminen, quan alteren el que pensem, el que fa de Food, Inc. un sòlid èxit, i un documental que cal veure." El San Francisco Examiner va ser igualment positiu, afirmant que el film tenia "estil visualment" i és "Un dels films més importants de l'any...". El periòdic va afirmar que l'acostament de la pel·lícula a aquests assumptes controvertits és "una apel·lació desapassionada al sentit comú" i va aplaudir la seva "investigació minuciosa i acurada, i el seu comentari imparcial...". El Los Angeles Times, també, va elogiar la cinematografia de Food, Inc. i va titllar el film d'"eloqüent" i d'"essencial visionat".
Altres anàlisis no han estat tan positius. El San Francisco Chronicle observava al mateix temps que el film té un "estil dramàtic", dient que és "gairebé totalment d'una sola cara". La seva crítica conclou: "llança una crítica després de l'altra, fent la seva raó amb la metòdica i incessant força de muckrakers tractant de radicalitzar o almenys de despertar a un poble dorment. Un comentarista de la revista Forbes va trobar la pel·lícula convincent però incompleta. La pel·lícula, segons troba el crític, "no aborda la forma en la qual es podria alimentar al país o al món" en el model d'agricultura sostenible preconitzat pels cineastes, i que no aborda les qüestions crítiques dels costos i l'accés.